# Wjala
Die Wjala (russisch Вяла) ist der größte Nebenfluss der Umba auf der Halbinsel Kola in der Oblast Murmansk in Russland.
Die Wjala bildet den 37 km langen Abfluss des 98,6 km² großen und 116 m hoch gelegenen Sees Wjalosero zur Umba. Sie fließt in westliche Richtung und mündet von links in die Umba 15 km vor deren Mündung in das Weiße Meer. Sie durchfließt dabei eine dünnbesiedelte Wald- und Sumpflandschaft. Die größten Nebenflüsse sind Ljamuksa, Wilowataja, Petschema und Ukko.